# 林有源
林有源（1519年—1572年），字育初，號蒙泉，廣東潮州府潮陽縣人，民籍，明朝政治人物。

## 生平
嘉靖二十八年（1549年）己酉科廣東鄉試第二十七名舉人。嘉靖四十四年（1565年）中式乙丑科二甲第七十六名進士。工部观政，次年八月授官户部湖广司主事，隆庆三年七月升员外郎，四年三月升郎中，五年十月升兴化府知府。卒官。

## 家族
曾祖林碩；祖父林季；父林良棟，母陳氏。弟有嶽、有瑞、有英、有傑。